# واندا نواك
واندا نواك (بالألمانية: Wanda Nowak)‏ هي منافسة ألعاب القوى نمساوية، (و. 1913 – 1977 م).

## وصلات خارجية
- واندا نواك على موقع أوليمبيديا (الإنجليزية)